# 集中乡
集中乡，是中华人民共和国西藏自治区昌都市八宿县下辖的一个乡镇级行政单位。

## 行政区划
集中乡下辖以下地区：
卡穷村、吉龙村、新贡村、毕青村、毕穷村、集中村、那德村、木觉村和洛龙村。